# HD 85380
HD 85380，又名BD-05 2923，SAO 137185、HR 3901，是一颗恒星，视星等为6.42，位于銀經243.56，銀緯35.19，其B1900.0坐标为赤經9h 46m 22.6s，赤緯-5° 35.19′ 55″。